# Предопределение на съдбата
Предопределението на съдбата (на английски: Manifest Destiny) е политически възглед в Съединените щати през XIX век, според който нацията е предопределена да колонизира пространствата на Северна Америка. Тази идея предизвиква спорове още с възникването си, като е подкрепяна главно от Демократическата партия, която оправдава с нея Мексиканско-американската война. Повечето виги, както и президентите Ейбрахам Линкълн и Юлисис Грант, я отхвърлят, смятайки, че мисията на Съединените щати не е в териториалното разширение, а в изграждането на демократично общество, което да бъде пример за страните по света.
Идеята, че Съединените щати имат за своя мисия разпространението и защитата на демокрацията по света, намира отражение в американската политика и през XX век.